# Aerlyn Weissman
Pour les articles homonymes, voir Weissman.
Aerlyn Weissman est une réalisatrice et productrice canadienne de documentaires née en 1947.

## Biographie
Aerlyn Weissman a remporté plusieurs Prix Génie. Elle est ouvertement lesbienne.

## Filmographie
Réalisatrice
- 2009 : The Portside (court métrage)
- 2006 : Lost Secrets of Ancient Medicine: The Blue Buddha in Russia (documentaire)
- 2006 : Lost Secrets of Ancient Medicine: The Journey of the Blue Buddha (documentaire)
- 2003 : KinK (en) (série télévisée documentaire) (13 épisodes)
- 2002 : Little Sister's vs. Big Brother (documentaire)
- 1996 : Scams, Schemes, and Scoundrels
- 1995 : Fiction and Other Truths: A Film About Jane Rule (en) (documentaire)
- 1992 : Amours interdites : au-delà des préjugés, vies et paroles de lesbiennes (documentaire)
- 1987 : A Winter Tan (en)